# Эргашев, Исмаил Эргашевич
Исмаил Эргашевич Эргашев (Ismail (Ismoil) Ergashevitch Ergashev; 1945—2018) — генерал-майор, в 2004—2005 гг. первый заместитель министра обороны — начальник Объединенного штаба Вооруженных Сил Республики Узбекистан.

## Биография
Родился 5 августа 1945 года в Челакском районе Самаркандской области.
Этапы карьеры в Республике Узбекистан:
- 1992—1994 — начальник управления артиллерии Министерства обороны Узбекистана,
- 1994—1997 — командующий артиллерией,
- 1997—1999 — заместитель министра обороны по тылу и капитальному строительству,
- 1999—2000 — заместитель министра обороны по боевой подготовке,
- 2000—2004 — командующий войсками Центрального военного округа,
- 2004—2005 — первый заместитель министра обороны — начальник Объединенного штаба Вооруженных Сил Республики Узбекистан.

С 2005 года в отставке. В 2005—2007 годах Эргашеву был запрещён въезд в страны ЕС за причастность к подавлению беспорядков в Андижане.
Генерал-майор. Награждён орденами «Шон-шараф» I и II степеней и «Жалолиддин Мангуберди».
Умер 24 февраля 2018 года.
Сын — Павел Исмаилович Эргашев, нынешний начальник Объединенного штаба Вооруженных Сил.